# Mai Mihara
Mai Mihara (三原舞依 Mihara Mai?) (Kōbe; 22 de agosto de 1999) es una patinadora artística sobre hielo japonesa. Campeona de la final del Grand Prix 2022-2023. Dos veces Campeona del Campeonato Cuatro Continentes (2017, 2022). Campeona del Trofeo MK John Wilson de 2022, Gran Premio de Espoo de 2022. Bicampeona de los Juegos Universitarios de Invierno (2019, 2023). Medallista de bronce del Skate America de 2016, campeona del Trofeo Nebelhorn de 2016 y medallista de bronce del Campeonato de Japón de 2016-2017 y de plata en 2022-2023.

## Carrera
Nació el 22 de agosto de 1999 en la ciudad de Kōbe, Prefectura de Hyōgo, en Japón. Comenzó a patinar en 2007. Su primera aparición en el patinaje fue durante la temporada 2012-2013 y ganó la medalla de bronce en un campeonato nacional para aficionados. En la temporada 2013-2014 debutó en la serie del Grand Prix Júnior, su primera competición fue en Minsk, Bielorrusia, donde quedó en quinto lugar. Ganó la medalla de plata del Campeonato de Japón en nivel júnior y se ubicó en el lugar 12 en el nivel del mismo campeonato.
Su participación en la serie del Grand Prix 2014-2015 fue en Eslovenia, donde quedó en sexto lugar. Se ubicó en el séptimo lugar en el Campeonato Júnior de Japón de esa temporada y en el noveno lugar en nivel sénior. En la temporada 2015-2016 se ubicó en el octavo lugar y quedó en la sexta posición en la final del Grand Prix Júnior. Mihara debutó en nivel sénior en la Challenger Series de la ISU, su participación fue en el Trofeo Nebelhorn, donde ganó la medalla de oro. Su debut en la serie del Grand Prix fue en el Skate America de 2016, ganó la medalla de bronce tras quedarse en segundo lugar en el programa corto y tercero en el libre. Finalizó en cuarto lugar en la Copa de China de 2016.
En 2016 ganó la medalla de bronce del Campeonato de Japón y en febrero de 2017 ganó su primer Campeonato de los Cuatro Continentes. Mihara compitió en el Campeonato Mundial de Patinaje de 2017, celebrado en Finlandia, donde finalizó en el quinto lugar tras una serie de problemas en sus programas corto y libre. Ganó la medalla de plata en el Autumn Classic International de 2017. En sus asignaciones de la serie del Grand Prix de 2017-2018, finalizó en cuarto lugar tanto en la Copa de China como en el Internationaux de France. En el Campeonato de Japón de 2017-2018, Mihara finalizó en quinto lugar y fue asignada al Campeonato de los Cuatro Continentes de 2018, su participación en el programa corto le dio el tercer lugar y con su programa libre se ubicó en el segundo lugar, la suma de ambos le dio la medalla de plata. Es parte del equipo nacional japonés para competir en el Campeonato de los Cuatro Continentes de 2019.

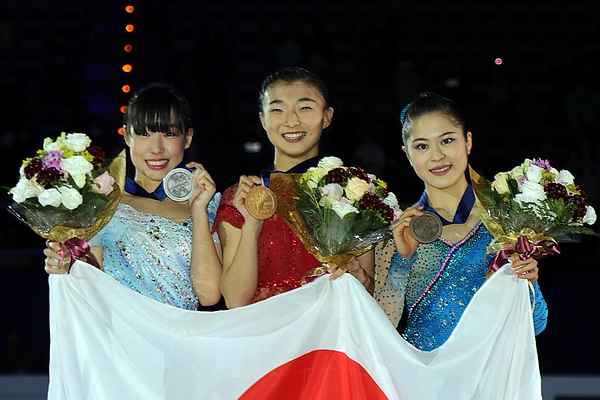
Mihara (izquierda) ganó la plata en el Campeonato de los Cuatro Continentes de 2018.

### Programas
|           | Programa corto                                                | Programa libre                                                                         | Exhibición                                                        |
| --------- | ------------------------------------------------------------- | -------------------------------------------------------------------------------------- | ----------------------------------------------------------------- |
| 2018-2019 | It's Magic de Doris Day (Coreografía de David Wilson)         | The Mission de Ennio Morricone Gabriel's Oboe (Whispers in a Dream) de Hayley Westenra | Cinderella de Patrick Doyle                                       |
| 2017–2018 | Libertango de Astor Piazzolla (Coreografía de Benoit Richaud) | The Mission de Ennio Morricone Gabriel's Oboe (Whispers in a Dream) de Hayley Westenra | Cinderella de Patrick Doyle La Califfa de Sarah Brightman         |
| 2016–2017 | Introduction and Rondo Capriccioso de Camille Saint-Saëns     | Cinderella de Patrick Doyle (Coreografía de Yuka Sato)                                 | Le Jazz Hot! de Chris Colfer Méditation (Thaïs) de Jules Massenet |
| 2015–2016 | Introduction and Rondo Capriccioso de Camille Saint-Saëns     | Giselle de Adolphe Adam (Coreografía de Marina Zueva)                                  |                                                                   |
| 2014–2015 | Les Filles de Cadix de Léo Delibes                            | Giselle de Adolphe Adam (Coreografía de Marina Zueva)                                  | Le Jazz Hot! de Chris Colfer                                      |
| 2013–2014 | Sakura de Naotarō Moriyama                                    | West Side Story de Leonard Bernstein                                                   | Disney medley de Frank Churchill                                  |

### Resultados detallados

#### Nivel sénior
- Las mejores marcas personales aparecen en negrita

| Temporada 2018-2019              | Temporada 2018-2019                          | Temporada 2018-2019 | Temporada 2018-2019 | Temporada 2018-2019 |
| Fecha                            | Evento                                       | Programa corto      | Programa libre      | Total               |
| -------------------------------- | -------------------------------------------- | ------------------- | ------------------- | ------------------- |
| 7–10 de febrero de 2019          | Campeonato de los Cuatro Continentes 2019    | 8 65.15             | 2 141.97            | 3 207.12            |
| 20–24 de diciembre de 2018       | Campeonato de Japón 2018-2019                | 3 72.88             | 3 147.92            | 4 220.80            |
| 23–25 de noviembre de 2018       | Internationaux de France 2018                | 1 67.95             | 3 134.86            | 2 202.81            |
| 9–11 de noviembre de 2018        | Trofeo NHK 2018                              | 3 70.38             | 5 133.82            | 4 204.20            |
| 26–29 de septiembre de 2018      | CS Trofeo Nebelhorn 2018                     | 3 70.94             | 2 138.28            | 2 209.22            |
| Temporada 2017-2018              |                                              |                     |                     |                     |
| Fecha                            | Evento                                       | Programa corto      | Programa libre      | Total               |
| 16–18 de marzo de 2018           | Copa de Printemps 2018                       | 2 72.98             | 1 142.51            | 1 215.49            |
| 22–28 de enero de 2018           | Campeonato de los Cuatro Continentes de 2018 | 3 69.84             | 2 140.73            | 2 210.57            |
| 21–24 de diciembre de 2017       | Campeonato de Japón de 2017–2018             | 7 64.27             | 3 140.40            | 5 204.67            |
| 17–19 de noviembre de 2017       | Internationaux de France 2017                | 4 64.57             | 5 137.55            | 4 202.12            |
| 3–5 de noviembre de 2017         | Copa de China 2017                           | 7 66.90             | 3 139.17            | 4 206.07            |
| 7 de octubre de 2017             | Abierto de Japón de 2017                     | -                   | 2 147.83            | 2T/2P               |
| 20–23 de septiembre de 2017      | CS Autumn Classic International 2017         | 2 66.18             | 2 132.84            | 2 199.02            |
| Temporada 2016-2017              |                                              |                     |                     |                     |
| Fecha                            | Evento                                       | Programa corto      | Programa libre      | Total               |
| 20–23 de abril de 2017           | Trofeo por Equipos de la ISU 2017            | 3 72.10             | 2 146.17            | 1T/2P 218.27        |
| 29 de marzo – 2 de abril de 2017 | Campeonato Mundial de Patinaje de 2017       | 15 59.59            | 4 138.29            | 5 197.88            |
| 15–19 de febrero de 2017         | Campeonato de los Cuatro Continentes de 2017 | 4 66.51             | 1 134.34            | 1 200.85            |
| 22–25 de diciembre de 2016       | Campeonato de Japón de 2016–2017             | 5 65.91             | 2 132.26            | 3 198.17            |
| 18–20 de noviembre de 2016       | Copa de China 2016                           | 3 68.48             | 4 122.44            | 4 190.92            |
| 21–23 de octubre de 2016         | Skate America 2016                           | 2 65.75             | 3 123.53            | 3 189.28            |
| 22–24 de septiembre de 2016      | CS Trofeo Nebelhorn 2016                     | 2 63.11             | 1 125.92            | 1 189.03            |

#### Nivel júnior
- Las mejores marcas personales aparecen en negrita

| Temporada 2015-2016         | Temporada 2015-2016                     | Temporada 2015-2016 | Temporada 2015-2016 | Temporada 2015-2016 | Temporada 2015-2016 |
| Fecha                       | Evento                                  | Nivel               | Programa corto      | Programa libre      | Total               |
| --------------------------- | --------------------------------------- | ------------------- | ------------------- | ------------------- | ------------------- |
| 10–13 de diciembre de 2015  | Final del Grand Prix de 2015–2016       | Júnior              | 6 56.01             | 6 110.24            | 6 166.25            |
| 21–23 de noviembre de 2015  | Campeonato de Japón de 2015–2016        | Júnior              | 15 49.08            | 7 111.04            | 8 160.12            |
| 9–12 de septiembre de 2015  | Grand Prix Júnior de Austria 2015       | Júnior              | 1 63.55             | 2 118.50            | 2 182.05            |
| 19–22 de agosto de 2015     | Grand Prix Júnior de Eslovaquia 2015    | Júnior              | 3 60.81             | 2 118.55            | 2 179.36            |
| 5–8 de agosto de 2015       | Trofeo Abierto de Asia 2015             | Sénior              | 1 53.92             | 1 105.08            | 1 159.00            |
| Temporada 2014-2015         |                                         |                     |                     |                     |                     |
| Fecha                       | Evento                                  | Nivel               | Programa corto      | Programa libre      | Total               |
| 23–24 de marzo de 2015      | Trofeo Gardena Spring 2015              | Júnior              | 1 52.67             | 1 113.89            | 1 166.56            |
| 26–28 de diciembre de 2014  | Campeonato de Japón de 2014–2015        | Sénior              | 13 53.23            | 9 105.58            | 9 158.81            |
| 22–24 de noviembre de 2014  | Campeonato Júnior de Japón de 2014-2015 | Júnior              | 6 53.47             | 8 101.13            | 7 154.60            |
| 27–30 de agosto de 2014     | Grand Prix Júnior de Eslovenia 2015     | Júnior              | 9 44.68             | 4 97.81             | 6 142.49            |
| Temporada 2013-2014         |                                         |                     |                     |                     |                     |
| Fecha                       | Evento                                  | Nivel               | Programa corto      | Programa libre      | Total               |
| 6–9 de marzo de 2014        | International Challenge Cup de 2014     | Júnior              | 9 38.01             | 1 99.05             | 4 137.06            |
| 20–23 de diciembre de 2013  | Campeonato de Japón de 2013-2014        | Sénior              | 20 45.51            | 8 106.99            | 12 152.50           |
| 22–24 de noviembre de 2013  | Campeonato Júnior de Japón de 2013-2014 | Júnior              | 2 53.19             | 5 100.66            | 2 153.85            |
| 25–28 de septiembre de 2013 | Grand Prix Júnior de Bielorrusia 2013   | Júnior              | 9 45.94             | 4 95.88             | 5 141.82            |
| 8–11 de agosto de 2013      | Trofeo Abierto de Asia 2013             | Júnior              | 2 48.97             | 2 96.06             | 2 145.03            |
| Temporada 2012-2013         |                                         |                     |                     |                     |                     |
| Fecha                       | Evento                                  | Nivel               | Programa corto      | Programa libre      | Total               |
| 17–18 de noviembre de 2012  | Campeonato Júnior de Japón de 2012-2013 | Júnior              | 11 47.53            | 8 92.61             | 8 140.14            |